# Villa Batchelder
Villa Batchelder är ett byggnadsminne i Pasadena i Kalifornien i USA. Huset ritades av Ernest Batchelder och byggdes 1910 som bostad för honom och hans hustru, musikern Alice Coleman. Huset blev en viktig samlingsplats för kulturlivet i Pasadena, framför allt för Arts and Crafts Movement. 
Huset är en stor bungalow med stora inslag av en träarkitektur och av en schweizisk "chalet"-stil. Ernest Batchelder hade sin första verkstad för konsthantverksprodukter på fastigheten, där konstnärliga klinkers tillverkades för Greene and Greene, Heineman Brothers och andra dåtida lokala arkitekter. Alice Coleman använde också en scen på husets baksida för konserter av en kammarmusikorkester.
Huset blev byggnadsminnesmärkt i november 1978. Det ingår i Lower Arroyo Seco Historic District.

## Bildgalleri

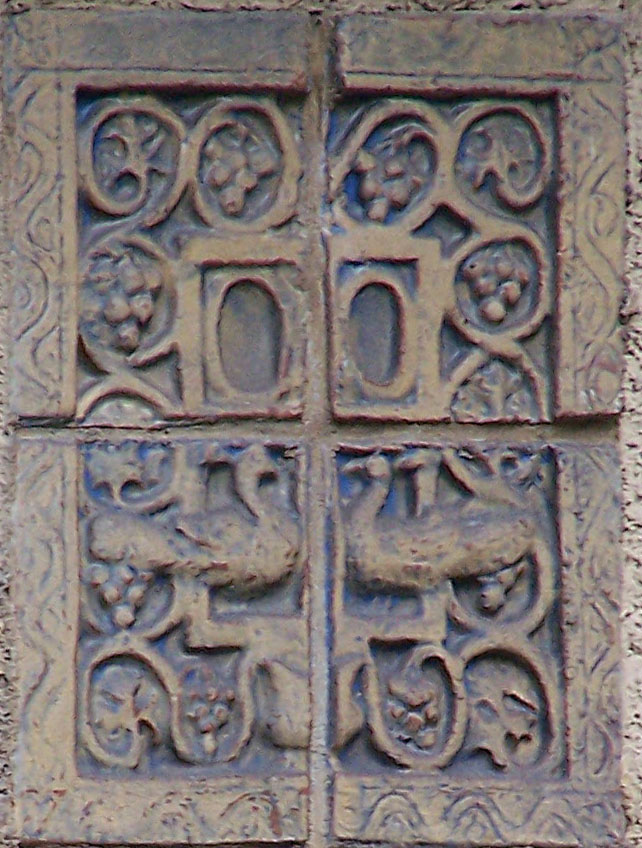
Keramikplattor på skorsten
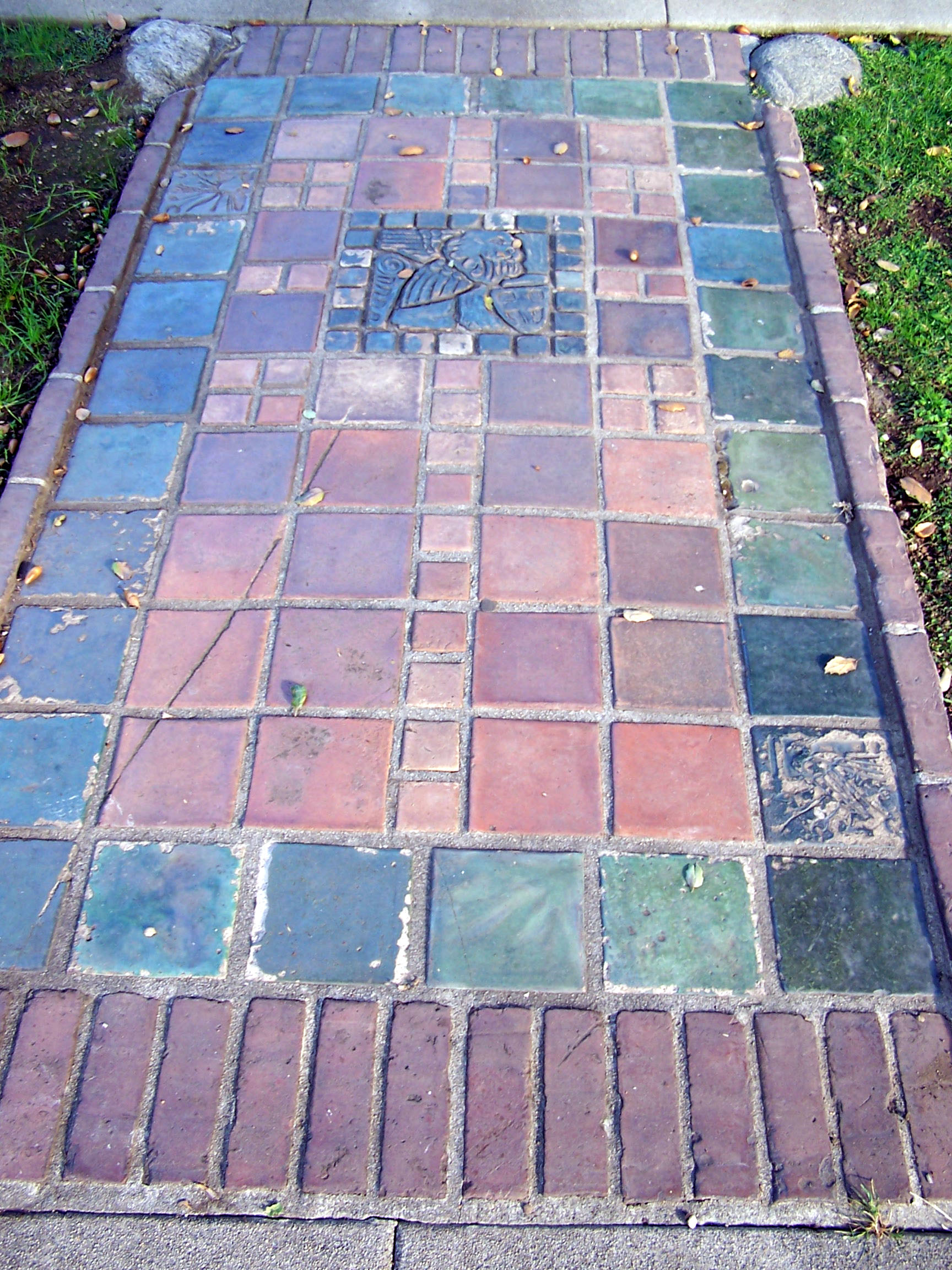
Uppfarten till husentrén